# Boffalora sopra Ticino

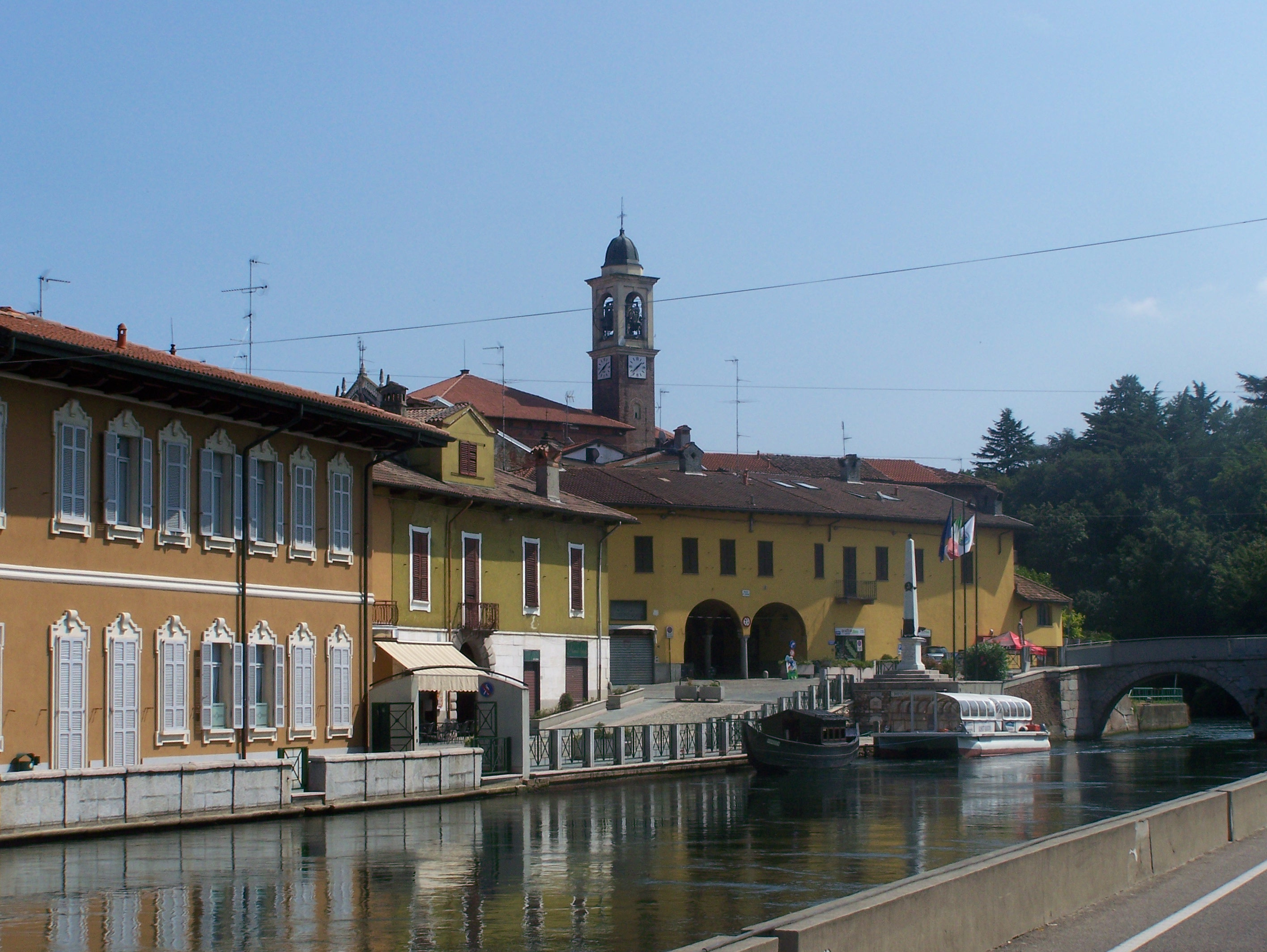
Blick auf Boffalora sopra Ticino

Boffalora sopra Ticino ist eine Gemeinde mit 4079 Einwohnern (Stand 31. Dezember 2023) in der Metropolitanstadt Mailand, Region Lombardei.
Die Nachbarorte von Boffalora sopra Ticino sind Marcallo con Casone, Bernate Ticino, Magenta, Trecate (NO) und Cerano (NO).

## Bevölkerungsentwicklung
Boffalora sopra Ticino zählt 1717 Privathaushalte. Zwischen 1991 und 2001 stieg die Einwohnerzahl von 4125 auf 4265. Dies entspricht einer prozentualen Zunahme von 3,4 %.